# Беркенвауде
Беркенвауде (нід. Berkenwoude) — село в нідерландській провінції Південна Голландія. Входить до муніципалітету Крімпенервард.
До 1985 року мало статус окремого муніципалітету.